# Phaedinus tricolor
Phaedinus tricolor är en skalbaggsart som beskrevs av Dupont 1834. Phaedinus tricolor ingår i släktet Phaedinus och familjen långhorningar. Inga underarter finns listade i Catalogue of Life.